# Ultraman Nexus
Ultraman Nexus (Urutoraman Nekusasu) es la 18.ª temporada de las Ultraseries. Esta serie tuvo un 2.5 puntos de rating, el más bajo en la historia de las Ultraseries.
La tierra está en una guerra secreta contra las misteriosas Bestias Espaciales, seres misteriosos que se alimentan de seres humanos. TLT, una secreta organización internacional de defensa, es la última esperanza de la humanidad contra Bestias Espaciales. 
La historia gira alrededor, y es narrada generalmente por KOMON Kazuki, nuevo recluta al equipo de la batalla de TLT, Night Raider. En su camino a las jefaturas de TLT, Komon es atacado por una Bestia Espacial. 
Afortunadamente, lo salva un gigante misterioso, conocido como Ultraman Nexus. Pues Komon camina hacia lo más profundo en la verdad desconocida de la realidad de la gente, los misterios que rodean a Ultraman y a sus enemigos misteriosos serán revelados… El destino final de la humanidad será asegurado por el nuevo ser de luz, Nexus.
Ultraman Nexus resulta ser el único Ultraman con más de un duenamist, siendo 6 en total aunque su primera aparición se dio con la película "Ultraman: The Next" 
Consta también de un videojuego para la PS2.
| Predecesor: Ultraman Cosmos | Ultraseries 2004 | Sucesor: Ultraman Max |

- Datos: Q2735562